# 乌克兰共产主义者联盟
乌克兰共产主义者联盟（烏克蘭語：Союз комуністів України，缩写为或SKU）是乌克兰的一个非法的共产主义政党。该党成立于1992年12月19日。在1993年3月召开的共产党联盟—苏联共产党第二十三次代表大会上，该党被接纳为共产党联盟—苏联共产党联系成员。该党是共产党和工人党国际会议和欧洲共产主义行动的成员，还曾参加国际共产主义研讨会、共产党和工人党倡议和苏联共产党 (2001年)。
2015年5月，隨著乌克兰一系列新的反共产主义法律生效，乌克兰共产主义者联盟將無法參加選舉。